# Fausto Alvarado
Fausto Humberto Alvarado Dodero (Lima, 12 de julio de 1950 - Ibídem, 15 de septiembre del 2019) fue un abogado, político e historiador peruano. Fue ministro de Justicia del Perú durante el gobierno de Alejandro Toledo, desde el 27 de julio del 2002 hasta el 16 de febrero del 2004, y congresista de la república en el periodo 2001-2006. Fue también diputado por Lima Provincias en el disuelto periodo 1990-1992.

## Biografía
Nació en la ciudad de Lima, el 23 de junio de 1950.
Realizó sus estudios primarios en el Colegio Santa Rosa de Maryknol y los secundarios en el Colegio Militar Leoncio Prado. Luego estudió la carrera de Derecho en la Universidad Nacional Mayor de San Marcos donde logró graduarse como abogado. Obtuvo también una maestría en Economía en la Universidad del Pacífico y la maestría de Historia con mención en Estudios Andinos por la Pontificia Universidad Católica del Perú. Posteriormente se doctoró en Historia de América por la Universidad Pablo de Olavide de Sevilla.
Era casado con María Aggiuro Martín y sus hijos eran Claudia Alvarado Aggiuro y Fausto Renato Alvarado Aggiuro.

## Carrera política
Fausto Alvarado decidió incursionar en la política cuando militó en el partido Solidaridad y Democracia, del que luego fue presidente desde 1988 hasta 1994.

### Diputado por Lima Provincias
Para las elecciones generales de 1990, el SODE formó parte del Frente Democrático (alianza conformada por el Movimiento Libertad, Acción Popular y el Partido Popular Cristiano) liderado por Mario Vargas Llosa como candidato presidencial y Alvarado postuló a la Cámara de Diputados por la lista de Lima Provincias. Luego, Alvarado logró ser elegido como diputado, con 5,963 votos, para el periodo parlamentario 1990-1995.
Estuvo ejerciendo sus labores como parlamentario hasta que, el 5 de abril de 1992, su cargo fue interrumpido tras el cierre inconstitucional del Congreso de la República decretado por el expresidente Alberto Fujimori. Alvarado manifestó junto a varios diputados su oposición a la medida por Fujimori y condenando los actos del régimen dictatorial. Luego, ante la convocatoria de las elecciones para la creación de un Congreso Constituyente Democrático, Alvarado se apuntó como candidato de Solidaridad y Democracia, sin embargo, no resultó elegido.
En 1994 renunció a su partido y se afilió al Frente Independiente Moralizador liderado por Fernando Olivera, donde luego postularía al Congreso de la República en las elecciones parlamentarias de 1995 y en las elecciones del año 2000, en ambas ocasiones sin éxito.
Como miembro del FIM, Alvarado participó en la conferencia de prensa liderada por Fernando Olivera, Luis Iberico y Susana Higuchi donde difundirían a nivel nacional los Vladivideos, grabaciones donde se apreciaba al entonces asesor presidencial Vladimiro Montesinos sobornando a un congresista de la oposición.

### Congresista de la República
Luego de la caída de la dictadura tras la fuga de Alberto Fujimori hacia Japón, su renuncia a la presidencia de la república mediante un fax y luego la juramentación de Valentín Paniagua como presidente interino, se decidieron convocar a nuevas elecciones generales para el año 2001. En dichas elecciones, Alvarado nuevamente postuló al Congreso de la República con el número 2 de la lista por Lima del Frente Independiente Moralizador y resultó elegido congresista, con 39,341 votos, para el periodo 2001-2006.
En su labor parlamentaria, fue presidente de la Comisión Investigadora de la Influencia Irregular ejercida durante el gobierno de Alberto Fujimori sobre el Poder Judicial, el Ministerio Público y otros poderes e instituciones del Estado vinculadas con la Administración de Justicia. Fue también primer vicepresidente de la Mesa Directiva presidida por Marcial Ayaipoma para el lapso 2005-2006.

### Ministro de Justicia
El 27 de julio de 2002, tras la renuncia de Fernando Olivera, Alvarado fue nombrado en su reemplazo como ministro de Justicia del Perú por el presidente Alejandro Toledo.
Durante su gestión, realizó una modernización del sector Justicia, entre sus logros destacan la adjudicación a favor del Archivo General de la Nación del antiguo local del Correo Central, la dación del Código Procesal Penal (Presidente de la Comisión Revisora), la creación de la CERIAJUS (Comisión Especial de Reforma Integral de la Administración de Justicia), la elaboración del Plan Nacional de Tratamiento Penitenciario y las Recomendaciones para el Saneamiento Físico Legal y Titulación de la Propiedad Informal. Así como la suscripción de la Convención Internacional de la Organización de las Naciones Unidas (ONU) para la lucha contra la corrupción. También destaca en su gestión la liberación a personas acusadas sin pruebas por el gobierno fujimorista del delito de terrorismo.
En febrero del 2004, renunció al cargo tras la crisis del gabinete presidido por Carlos Ferrero Costa y fue reemplazado en el cargo por Baldo Kresalja.
Culminando su gestión de congresista, intentó su reelección en las elecciones parlamentarias del 2006, sin embargo, el partido no pasó la valla electoral tras obtener una baja votación. Tras esto, Alvarado renunció al Frente Independiente Moralizador en 2007.
Para las elecciones generales del 2011, regresó a la política como miembro del equipo técnico de Perú Posible y nuevamente candidato al Congreso de la República por dicho partido. Fue voceado como candidato a la Denfesoría del Pueblo donde luego terminaría rechazando la candidatura.

## Fallecimiento
El 15 de septiembre del 2019, Fausto Alvarado falleció a los 69 años, a causa de una penosa enfermedad. La noticia fue confirmada por Fernando Olivera en una entrevista. Sus restos fueron velados en la Iglesia Virgen de Fátima ubicado en el distrito de Miraflores y fue homenajeado por el Ministerio de Justicia y Derechos Humanos.

## Publicaciones
Como historiador incursiona en el campo de la historia conceptual, siendo sus publicaciones las siguientes:
- A propósito de la Constitución de Cádiz de 1812. Los conceptos políticos más importantes (2012)
- La historiografía y los centenarios de las repúblicas sanmartinianas. Argentina, Chile y Perú (2011)
- A propósito de Viscardo y Guzmán. Tiempos de vida. Emancipación e Independencia. Historia conceptual (2013)
- Virreinato o Colonia. Historia conceptual. España-Perú. Siglos XVI, XVII y XVIII (Lima: Fondo Editorial del Congreso del Perú, 2013)